# Luc-Albert Moreau
Pour les articles homonymes, voir Moreau.
Luc-Albert Moreau (1882-1948) est un artiste peintre, graveur, lithographe et illustrateur français, proche à ses débuts du groupe dit de la Bande noire, puis de la Section d'or.

## Biographie
Après des études de droit avortées, mais diplômé de l'École des langues orientales, Luc-Albert Moreau entre à l'académie Julian en 1905 et fréquente l'atelier de Jean-Paul Laurens où il se lie avec André Dunoyer de Segonzac. Deux ans plus tard, il rejoint l'académie de la Palette, du côté du quartier du Montparnasse : outre Dunoyer de Segonzac, il est proche alors de Jean-Louis Boussingault, et le trio part en villégiature à Saint-Tropez durant l'été 1908 et peint ensemble. Moreau vit à cette époque au 15 rue du Cherche-Midi. Il expose au Salon des indépendants pour la première fois cette année-là. Le peintre Valdo Barbey est également son ami.
Il est proche à ses débuts du groupe dit de la Bande noire.
Du 20 novembre au 16 décembre 1911, il expose dans le cadre de la Société normande de peinture moderne qui organise sa première exposition parisienne, à la Galerie d'art ancien et d'art contemporain située au 3 rue Tronchet, puis, en 1912, aux côtés des cubistes, au Salon d'automne, ensuite à la Section d'or, et enfin, il est invité par les membres du Blaue Reiter pour exposer à Munich.
Mobilisé en août 1914, nommé lieutenant d'infanterie, il est grièvement blessé en juin 1918 à Compiègne : durant ces années qui le marquent terriblement, il exécute de nombreux dessins, dont il tire la Suite de Guerre, l'un de ses plus beaux travaux gravés. Après la guerre, il se consacre à l'art de la lithographie et compose la suite intitulée Physiologie de la boxe (1926-1929), qui fait date dans l'iconographie sportive.
En 1919, il est élu vice-président de la Société des artistes indépendants.
En 1925, il rachète avec André Villeboeuf et André Dunoyer de Segonzac la maison de Charles Camoin située à Saint-Tropez et la rebaptisent « Le Maquis ». Par le biais d'Hélène Jourdan-Morhange, sa compagne, qui était la veuve du peintre Jacques Jourdan, il se lie d'amitié avec le musicien Maurice Ravel, le graveur Daragnès et Colette. Le couple, domicilié à Paris, se rend régulièrement à ce qu'Hélène Jourdan-Morhange appelle « la petite chaumière de Luc-Albert Moreau », Le Petit Moulin ou « Manigot » aux Mesnuls, à proximité de Montfort-l'Amaury où se trouvait le domicile de Ravel, le Belvédère.
En 1946, après une vingtaine d'années de vie commune, il épouse Hélène Jourdan-Morhange à Paris dans l'intimité.
Début 1947, il dessine les costumes pour Khamma de Claude Debussy, donné au Théâtre de l'Opéra-Comique à la fin du mois de mars.
Il meurt le 29 avril 1948 à Paris. Il est enterré avec Hélène Jourdan-Morhange au cimetière des Mesnuls.
En juin-juillet 1949, la Bibliothèque nationale lui rend hommage en accueillant une exposition regroupant ses estampes et livres illustrés, où Claude Roger-Marx l'inscrit dans la lignée d'Honoré Daumier et d'Odilon Redon.
Colette publie en 1949, chez l'éditeur Manuel Bruker, En pays connu, illustré de 31 lithographies de Moreau. À la suite de l'ouvrage elle ajoute le texte écrit pour le catalogue de l'exposition Naissance du Jour présentée par Luc-Albert Moreau à la galerie parisienne Cardo lors de la parution du livre.

## Conservation

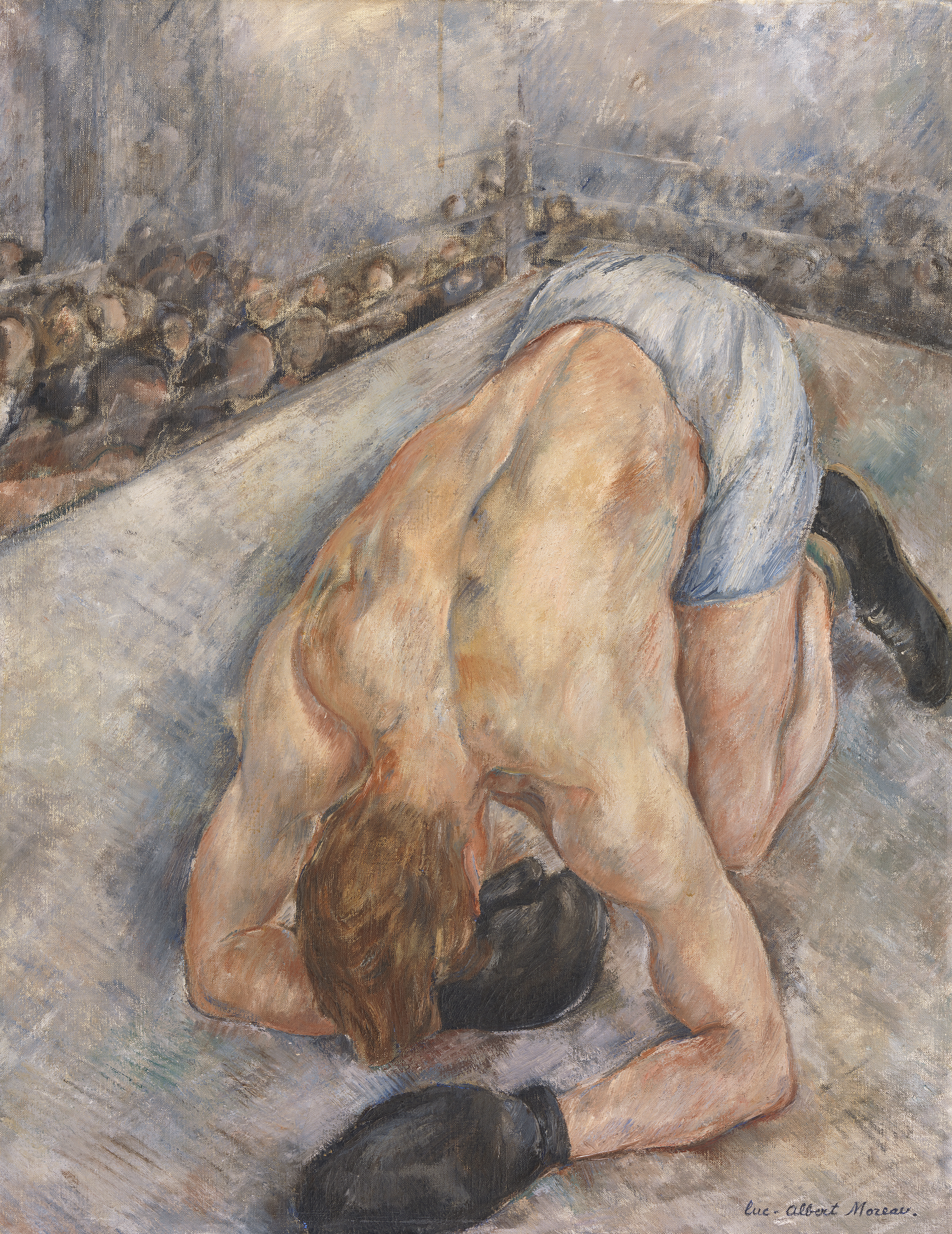
The Knock-Out, huile sur toile, vers 1927, National Gallery of Ireland.

- Octobre 1917, attaque du Chemin des Dames, encre de Chine, 1917, musée d'Histoire contemporaine, Paris.
- La Femme brésilienne, huile sur toile, 1919, Statens Museum for Kunst, Copenhague.
- Les bords de l'Arc près d'Aix-en-Provence, huile sur toile, 1923, Statens Museum for Kunst.
- Physiologie de la boxe, suite de gravures, 1929, National Art Museum of Sport, Indianapolis[5].
- Fonds de plus de 80 estampes, Département des estampes et de la photographie de la Bibliothèque nationale de France

## Ouvrages illustrés

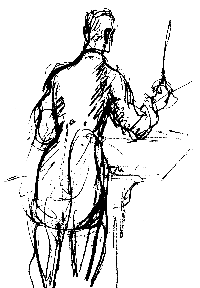
« Ravel dirigeant le Boléro », dessin (1930).

- François Bernouard, Futile, Paris, La Belle Édition, 1911.
- Jeanne Dortzal, Sous les toits bleus du soir. Poèmes, Paris, La Belle Édition, 1911.
- Francis Carco, Chansons aigres-douces, Paris Collection des Cinq, 1913.
- Roger Allard, Les Feux de la Saint-Jean, Ed. Camille Bloch, 1919.
- Charles Maurras, Le Mystère d'Ulysse, Nouvelle Revue française, 1923.
- Francis Carco, Tableau de l'amour vénal, illustré de douze lithographies en noir, Paris, Nouvelle revue française, 1924.
- Maurice Ravel, Chansons madécasses, livret musical illustré de gravures, [Rome], 1926.
- Francis Carco, Images cachées, avec des lithographies, Paris, Éditions de la Roseraie, 1928.
- Henri des Courrières, Physiologie de la boxe, avant-propos de Henry de Montherlant, illustré de 60 lithographies, Henri Floury, 2 volumes, 1929.
- René Kerdyk, Secteur perdu, Paris, Librairie de France, 1931.
- Henry de Montherlant, Chant funèbre pour les morts de Verdun, Paris, s. n., 1936.
- Quatre entretiens sur la gravure originale, avec Jean Émile Laboureur, Claude Roger-Marx et Jacques Beltrand, Paris, Classe de la gravure et de l'estampe / Exposition internationale de 1937.
- [Collectif], Maurice Ravel par quelques-uns de ses familiers, Paris, Éditions du Tambourinaire, 1939.
- Vercors, Le Silence de la mer, treize lithographies, Paris, Aux dépens des amis, 1945.
- Boussingault par ses amis, coécrit avec André Dunoyer de Segonzac et André Villeboeuf, Paris, Éditions La Colombe, 1944.
- Gérard de Nerval, Les Chimères, préface de Paul Valéry, Paris, Pour les amis de poésie, 1944.
- Hélène Jourdan-Morhange, Ravel et nous, préface de Colette, Genève, Éditions du Milieu du monde, 1945.
- Édition posthume : Arthur Rimbaud, Une saison en Enfer, Lithographies de Louis Vuillermoz, d'après les dessins de Luc-Albert Moreau, Société des Bibliophiles du Palais, 1955. Moreau qui travaillant depuis 1933 à ce projet, ainsi qu'à des lithographies pour Les Illuminations, a été interrompu par sa mort subite en 1948.